# Maggie Weston
Margaret Diane „Maggie“ Weston (* Januar 1948) ist eine Maskenbildnerin.

## Leben
Weston begann ihre Karriere im Filmstab 1974 beim Fernsehen, wo sie im selben Jahr an sechs Episoden von Monty Python’s Flying Circus tätig war. Bereits im Jahr zuvor hatte sie Monty-Python-Mitglied Terry Gilliam geheiratet, in der Folge war sie fast ausschließlich an Film- und Fernsehproduktionen unter Mitwirkung ihres Ehemannes tätig. 1990 war sie für die Literaturverfilmung Die Abenteuer des Baron Münchhausen zusammen mit Fabrizio Sforza für den Oscar in der Kategorie Bestes Make-up und beste Frisuren nominiert, die Auszeichnung ging in diesem Jahr jedoch an Miss Daisy und ihr Chauffeur. Bei den im selben Jahr verliehenen BAFTA Film Award erhielt sie hingegen die Auszeichnung in der Kategorie Beste Maske.
Aus der Ehe mit Gilliam gingen drei Kinder hervor, zwei Töchter und ein Sohn. Amy Gilliam wirkte unter anderem als Regisseurin, Produzentin und Kamerafrau.

## Filmografie (Auswahl)
- 1977: Jabberwocky
- 1979: Das Leben des Brian (Monty Python’s Life of Brian)
- 1981: Time Bandits
- 1983: Der Sinn des Lebens (The Meaning of Life)
- 1985: Brazil
- 1988: Die Abenteuer des Baron Münchhausen (The Adventures of Baron Munchausen)

## Auszeichnungen (Auswahl)
- 1990: Oscar-Nominierung in der Kategorie Bestes Make-up und beste Frisuren für Die Abenteuer des Baron Münchhausen
- 1990: BAFTA Film Award in der Kategorie Beste Maske für Die Abenteuer des Baron Münchhausen